# Il castello (film 1968)
Il castello (Das Schloss) è un film del 1968 diretto da Rudolf Noelte, basato sull'omonimo romanzo di Franz Kafka.